# 倫策山
46°42′32″N 9°35′42″E / 46.70902°N 9.59508°E

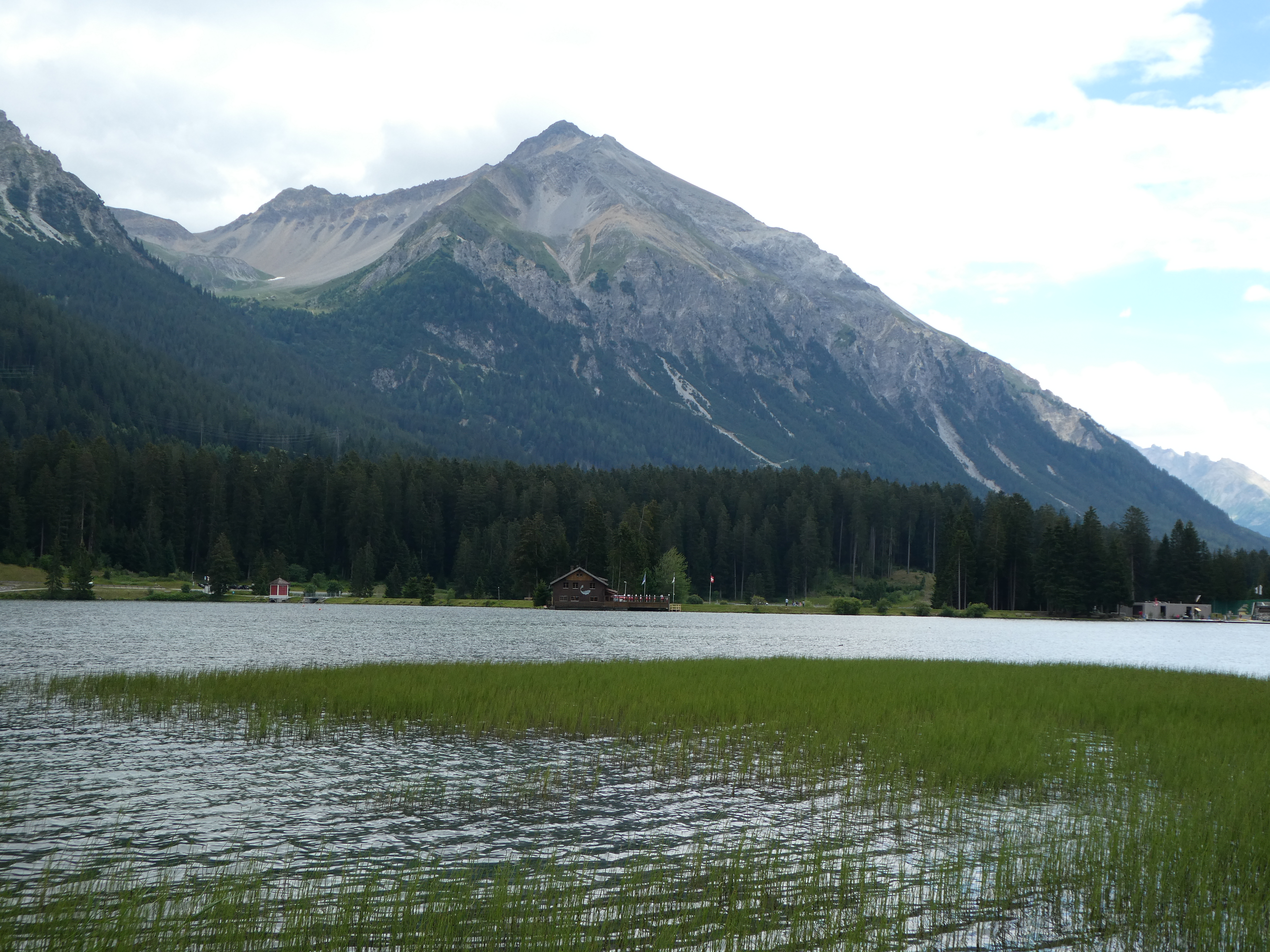

倫策山（Lenzer Horn），是瑞士的山峰，位於該國東南部，由格勞賓登州負責管轄，屬於普萊蘇爾阿爾卑斯山脈的一部分，距離阿羅瑟羅特山3.3公里，海拔高度2,906米，每年平均降雨量1,729毫米。